# Love Paranoia
『Love Paranoia』（ラブ パラノイア）は、柴咲コウの4枚目のオリジナルアルバム。2009年11月18日にNAYUTAWAVE RECORDS（Universal Music Japan）から発売された。

## 解説
初回限定盤のみミュージック・ビデオやメイキング映像を収録したDVD付き。

## 収録曲

### CD
1. ラバソー 〜lover soul〜
(作詞：柴咲コウ / 作曲：松隈ケンタ / 編曲：鴇沢直)
  - 19thシングル。フジテレビ系ドラマ「オトメン（乙男）」主題歌。
2. ラブマイノリティー
(作詞：柴咲コウ / 作曲：Jin Nakamura / 編曲：Jin Nakamura)
3. よくある話 〜喪服の女編〜
(作詞：柴咲コウ / 作曲：Jin Nakamura / 編曲：REO / Horn Arrangement：北原雅彦)
  - 16thシングル。
4. 百年後
(作詞：柴咲コウ / 作曲：崎谷健次郎 / 編曲：華原大輔 / Strings Arrangement：前嶋康明)
5. n0w
(作詞：柴咲コウ / 作曲：陶山隼 / 編曲：NAOKI-T)
6. notice of the way it is
(作曲：柴咲コウ / 編曲：市川淳)
7. break a spell
(作詞：柴咲コウ / 作曲：市川淳 / 編曲：鈴木"Daichi"秀行)
8. 最愛
(作詞・作曲：福山雅治 / 編曲：福山雅治, 井上鑑)
  - 17thシングル。映画「容疑者Xの献身」主題歌。
9. 君の声
(作詞：田口俊, 柴咲コウ / 作曲：崎谷健次郎 / 編曲：市川淳)
  - 2008年12月3日に配信限定シングルとしてリリースされた。映画「空へ-救いの翼 RESCUE WINGS-」主題歌。柴咲は「生死のかかっている任務に向かう主人公の心の動き、思いを考えながら詞を作った」と話している[1]。
10. 再生
(作詞：柴咲コウ / 作曲：flat5th / 編曲：鴇沢直 / Strings Arrangement：弦一徹)
  - 第29回さっぽろホワイトイルミネーション コラボレートソング。
11. dive
(作詞：柴咲コウ / 作曲：加藤裕介 / 編曲：REO)
  - 18thシングル収録曲。シングルと比べ少しアレンジが異なっている。
12. Sweet Dream
(作詞：柴咲コウ / 作曲：AKIRA☆STAR / 編曲：市川淳)
  - 19thシングル収録曲。
13. ex
(作詞：柴咲コウ / 作曲：大野宏明 / 編曲：中野定博)
14. 低体温
(作詞：柴咲コウ / 作曲：Jin Nakamura / 編曲：SHUYA)
15. 大切にするよ
(作詞：柴咲コウ / 作曲：市川淳 / 編曲：市川淳)
  - 18thシングル。映画「ドラえもん 新・のび太の宇宙開拓史」主題歌。
16. きみが残していったもの
(作詞：柴咲コウ / 作曲：池宮創人 / 編曲：石成正人)
17. 泣いていい　※初回限定盤のみ収録
(作詞：柴咲コウ / 作曲：市川淳 / 編曲：前嶋康明)

### DVD (初回限定盤のみ)
1. よくある話 〜喪服の女編〜
2. 君の声
3. 最愛
4. 大切にするよ
5. ラバソー 〜lover soul〜
6. Making
7. 「オトメン(乙男)」タイトルバックコラボEdition